# 市道180號
市道180號 （臺南－大灣），是位於臺灣臺南市的一條市道級公路。西起臺南市北區臺南市區，東至臺南市歸仁區大埔，全長共計7.683公里。終點雖標示為大灣，但實際終點為大埔。

## 支線

### 甲線
市道180甲線 （大灣－新化）為市道180號唯一的支線，西南起臺南市永康區大灣，東北至臺南市新化區洋子與營盤後，全長共計7.376公里。

## 歷史沿革

### 1966年至1976年
最早的縣道180號於1966年公告，起訖點為臺南－玉井。1976年省縣道調整，原縣道180號改為台20線、原縣道180甲線改為縣道180號。

### 1976年至2013年
現今的縣道180號為原縣道180甲線改號而來。這條道路前身為臺灣府城小東門通往網寮、大灣的道路。
其中市區段在日治時期時歷經改線：由於步兵第二聯隊、高等工業學校（今皆屬國立成功大學校地）的興建，頒訂的臺南市都市計畫一等一號道路中，將小東門附近的路線稍微北移至今址，舊路基成為成大校內步道以及東和路。闢建後至今，已成為臺南車站與東區、永康區、大灣、新化地區要道。

### 2013年至2018年
於2013年縣道180號解編，改制為市道180號。
大灣路沿線多為人口密集的住宅區，商業活動也因為崑山科技大學坐落於此而蓬勃發展，加上國道一號大灣交流道的通車，使得本路段的交通地位逐漸提升，不僅只提供原先的沿線居民、學生與通勤族往來聯絡永康區與臺南市區，更成為了永康以南各鄉鎮除了台86線與市道182號外往來本區與市區的另外一種選擇。

### 2018年至今
2018年10月25日，中華民國交通部公告原市道180號4.017k-11.393k路段調整，自復興路、大灣路口，路線往東改經崑大路、大灣東路、保吉路至銜接台39線止，原市道180號於大灣崑山科大以東（北）路段（大灣路、富強路、西勢路、大智路），改編為市道180甲線，仍由臺南市政府管養。路線調整後，原路線名稱為臺南－新化，新路線名稱為臺南－大灣，原總里程為11.393公里，調整後總里程為7.683公里（短鍊3.710公里）。

## 行經行政區域
主線
全線均位於臺南市境內。
| 北區                     | 臺南市區   | 0.000 | 台20線       | 公路起點             |  |
| 東區                     | 臺南市區   | 0.000 | 台20線       | 公路起點             |  |
| － 地下道 穿越縱貫線南段 |            |       |              |                      |  |
| 北區                     | 臺南市區   | －    | （地區道路） |                      |  |
| 東區                     | 臺南市區   | －    | （地區道路） |                      |  |
| 北區                     | 三分子     | －    | （地區道路） |                      |  |
| 東區                     | 後甲       | －    | （地區道路） | 0                    |  |
| 東區                     | 後甲       | 2.200 | 台1線        | 0                    |  |
| 永康區                   | 網寮       | 2.200 | 台1線        | 0                    |  |
| 永康區                   | 網寮       | －    | 南145線      | 南145線終點          |  |
| 東區                     | 後甲       | －    | 南145線      | （同上）             |  |
| 永康區                   | 網寮       | －    | （地區道路） |                      |  |
| 永康區                   | 大灣交流道 | 3.600 | 國道一號     | 國道一號僅設南出北入 |  |
| 永康區                   | 網寮       | －    | （地區道路） |                      |  |
| 永康區                   | －         |       |              |                      |  |
| 永康區                   | 大灣       | 4.017 | 市道180甲線  | 市道180甲線起點      |  |
| 永康區                   | 大灣       | 4.750 | 市道177號    |                      |  |
| 永康區                   | 大灣       | 6.200 | 市道177甲線  |                      |  |
| 歸仁區                   | 大埔       | 7.683 | 台39線       | 公路終點             |  |
|                          |            |       |              |                      |  |

甲線
全線均位於臺南市境內。
| 永康區 | 大灣   | 0.000 | 市道180號    | 公路起點    |  |
| 永康區 | 大灣   | 0.800 | 市道177號    |             |  |
| 永康區 | 大灣   | 2.145 | 市道177甲線  |             |  |
| 永康區 | 西勢   | －    | 南141線      | 南141線終點 |  |
| －     |        |       |              |             |  |
| 新化區 | 崙子頂 | 5.510 | 台39線       |             |  |
| 新化區 | 竹子腳 | －    | 南170線      |             |  |
| 新化區 | 洋子   | －    | （地區道路） |             |  |
| 新化區 | 洋子   | 7.376 | （地區道路） | 公路終點    |  |
| 新化區 | 營盤後 | 7.376 | （地區道路） | （同上）    |  |
|        |        |       |              |             |  |

## 沿線路名
| 主線 - 小東路 - 復興路 - 崑大路 - 大灣東路 - 保吉路 | 甲線 - 大灣路 - 富強路一段 - 西勢路 - 大智路 |

## 沿線設施與景點
主線

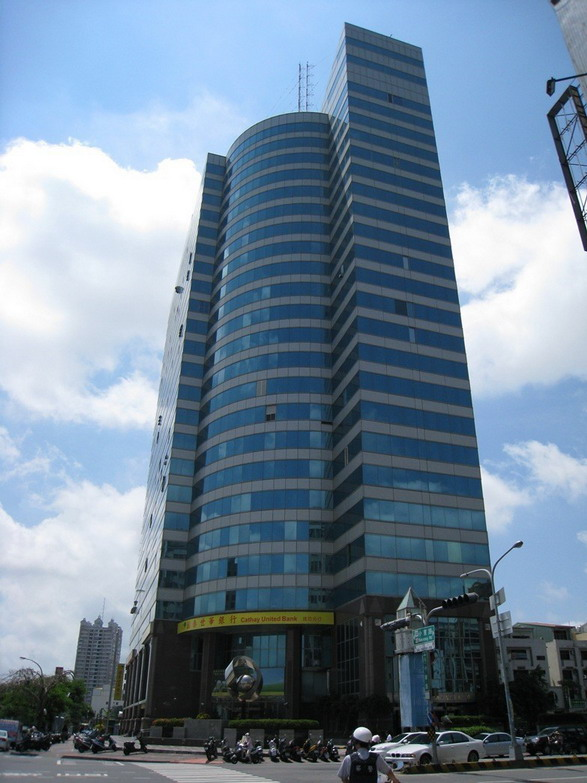
位於市道180號與台1線路口的金三角辦公大樓。

縣道180路程較短，但市區段編為一等一號都市計畫道路，設計上較為寬敞，中央分隔島種有綠栽，為臺南都會區重要東西向道路。前段臺南、永康段為都會之中，經過成大醫院、成功大學等。高速公路以後路段進入永康大灣地區，為一人口密集之住宅區，有崑山科技大學等院校於此；大灣以後路段一直到歸仁區幾為平房。
- 國立成功大學
  - 國立成功大學醫學院附設醫院
- 高雄榮民總醫院臺南分院
- 臺南榮譽國民之家
- 大灣交流道（國道一號）
- 崑山科技大學

甲線
- 臺南市永康區大灣國民小學
- 臺南市永康區西勢國民小學

## 行經公車路線
主線
| 編號      | 路線                                               | 本路段公車站                            |
| --------- | -------------------------------------------------- | --------------------------------------- |
| 2         | 崑山科大－安平／三鯤鯓／四草                       | 崑山科大－小東路                        |
| 5         | 和順轉運站－市立醫院／大甲里                       | 成功大學－小東路                        |
| 6         | 統聯客運永康站／仁德轉運站－龍崗國小               | 統聯客運永康站（延駛） 成功大學－小東路 |
| 19        | 臺南海事／原住民文化會館－大灣高中                 | 小東路－建國里                          |
| 20        | 仁德轉運站－安南醫院                               | 高雄榮總臺南分院（小東路）－建國里      |
| 70左 70右 | 永華市政中心（府前路）－永華市政中心（府前路）     | 小東路－成大醫院（小東路）              |
| 77        | 原住民文化會館－仁德轉運站                         | 成大醫院（小東路）                      |
| 902       | 府城汽車客運公司－香格里拉飯店                     | 漢聲電台－影劇三村 小東路（返程）       |
| 綠17      | 安平工業區－大灣－新化                             | 成功大學－建國里                        |
| 橘12      | 臺南轉運站－善化轉運站－麻豆轉運站                 | 成功大學－四份子                        |
| 橘13      | 臺南轉運站－平實轉運站－麻豆轉運站                 | 小東路－漢聲電台                        |
| 紅1       | 臺南轉運站－太子廟－關廟轉運站                     | 小東路－成功大學                        |
| 紅2       | 西門健康立體停車場／臺南轉運站－上崙仔－關廟轉運站 | 成功大學－建國里                        |

甲線
| 編號 | 路線                                               | 本路段公車站     |
| ---- | -------------------------------------------------- | ---------------- |
| 19   | 臺南海事／原住民文化會館－大灣高中                 | 崑山科大－姓鄭仔 |
| 20   | 仁德轉運站－安南醫院                               | 崑山科大－天公廟 |
| 綠17 | 安平工業區－大灣－新化                             | 崑山科大－洋子   |
| 紅2  | 西門健康立體停車場／臺南轉運站－上崙仔－關廟轉運站 | 崑山科大－天公廟 |